# Yasemin Adar
Yasemin Adar Yiğit (ur. 6 grudnia 1991) – turecka zapaśniczka startująca w stylu wolnym. Brązowa medalistka olimpijska z Tokio 2020 w kategorii 76 kg, a także ósma w Rio de Janeiro 2016 w kategorii 75 kg i Paryżu 2024 w kategorii do 76 kg.

## Kariera
Mistrzyni świata w 2017 i 2022, a druga w 2018. Mistrzyni Europy w 2016, 2017, 2018, 2019, 2022, 2023 i 2024; druga w 2020 i 2025 roku. Laureatka piątego miejsca na igrzyskach europejskich w 2015 roku. Piąta w Pucharze Świata w 2022, a także zajęła drugie miejsce w zawodach indywidualnch w 2020. Triumfatorka igrzysk śródziemnomorskich w 2013 i 2022. Mistrzyni śródziemnomorska w 2012, a także igrzysk Solidarności Islamskiej w 2017 roku.